# 東漢尼巴爾 (伊利諾伊州)
東漢尼巴爾（英語：East Hannibal）是位於美國伊利諾伊州派克縣的一個非建制地區。該地的面積和人口皆未知。

## 地理
東漢尼巴爾的座標為39°43′47″N 91°21′04″W / 39.72972°N 91.35111°W，而該地的平均海拔高度為141米（即463英尺）。